# Camil Fàbregas i Dalmau
Camil Fàbregas i Dalmau (Moià, 1906 - Sabadell, 2003) fou un escultor i pintor català.
A partir de 1910, a l'edat de 4 anys, va viure a Sabadell. Va estudiar a l'Escola Industrial d'Arts i Oficis, a l'Escola de la Llotja de Barcelona (1925-28), a la Grande Chaumière i a l'École des Arts Appliqués de París, com també a Itàlia. A partir del 1945 es va fer amic de l'escultor Manolo Hugué, amb qui va col·laborar en les seves últimes obres.
L'any 1929 va presentar una exposició individual a l'Acadèmia de Belles Arts de Sabadell. Consta, també, una altra mostra individual l'any 1959.
Va fer diverses obres a Sabadell, tant a la via pública com per entitats i esglésies, i el 1971 li van organitzar una exposició antològica.
La Fundació Ars i el Museu d'Art de Sabadell concentren una gran representació de la seva obra escultòrica i els projectes per a escultures monumentals. També conserven obra de Camil Fàbregas el Museu d'Història de Sabadell, el Museu Comarcal de Manresa i el Museu Thermalia de Caldes de Montbui.

## Exposicions col·lectives[5]
- 1925. Acadèmia de Belles Arts de Sabadell.[9]
- 1942. Acadèmia de Belles Arts de Sabadell.
- 1948. Acadèmia de Belles Arts de Sabadell (abril).
- 1948. Acadèmia de Belles Arts de Sabadell (estiu).
- 1952. Exposició sobre temes eucarístics. Acadèmia Catòlica de Sabadell.
- 1953. Primer Saló Biennal de Belles Arts. Caixa d'Estalvis de Sabadell.
- 1957. Tercer Saló Biennal de Belles Arts. Caixa d'Estalvis de Sabadell.